# William Gardner Smith (botanik)
William Gardner Smith (ur. 20 marca 1866 w Dundee, zm. 8 grudnia 1928 w Edynburgu) – brytyjski botanik, mykolog i ekolog. Był pionierem mapowania roślinności w Wielkiej Brytanii i założycielem British Ecological Society.

## Życiorys
Smith kształcił się w University College of Dundee, gdzie uzyskał tytuł licencjata z botaniki i zoologii. Potem studiował na Uniwersytecie w Monachium. Po ukończeniu uniwersytetu Smith wykładał w Morgan Academy w Dundee do 1891 r., kiedy to objął stanowisko demonstranta na Uniwersytecie Edynburskim. W latach 1892–1893 był wykładowcą rolnictwa w hrabstwie Forfar. W 1893 r. rozpoczął pracę doktorską na Uniwersytecie w Monachium, a w następnym roku powrócił na Uniwersytet Edynburski, gdzie wykładał fizjologię roślin. W 1897 r. objął stanowisko w Yorkshire College, które w 1904 r. przekształciło się na Uniwersytet w Leeds. W 1908 r. przeniósł się do Edinburgh of East of Scotland College of Agriculture, gdzie spędził resztę swojej kariery.

## Praca naukowa
Po nagłej śmierci swojego brata Roberta, William Smith ukończył niedokończony rękopis brata i podjął własne badania flory Yorkshire. W 1903 r. wraz z Charlesem Edwardem Mossem i W. Munnem Rankinem opublikował pierwsze mapy roślinności Anglii. W 1904 roku wraz z Arthurem Tansleyem, Mossem, Rankinem i innymi Smith utworzył Centralny Komitet ds. Badań i Studiów nad Roślinnością Brytyjską, później przemianowany na British Vegetation Committee. Grupa zajęła się koordynacją trwających badań flory i standaryzacją metodologii tych badań. W 1913 r. komitet zorganizował British Ecological Society (Brytyjskie Towarzystwo Ekologiczne). Było to pierwsze w świecie naukowe stowarzyszenie ekologów. Smith był jego prezesem w 1918 i 1919 roku.
Po powrocie do Szkocji w 1908 r. Smith pracował nad problemami rolniczymi, stosując ekologiczne podejście do gospodarki pastwiskami na wzgórzach.
W naukowych nazwach opisanych przez niego taksonów dodawany jest skrót jego nazwiska Wm.G. Sm.